# Design numérique
Incluant l’ensemble des pratiques utilisant des matières informatisées comme moyen et comme fin dans la conception, le design numérique (également appelé design d'interaction ou design interactif) définit les structures et comportements de systèmes interactifs. Apparaissant comme un nouveau champ issu de la révolution numérique, il réinvente la manière de façonner le design en mettant l’accent sur l’expérience de l’acteur et non l’objet en soi.

## Genèse
La société de l'information et la communication numérique définissent une nouvelle industrie et de nouveaux paradigmes économiques qui ont un impact direct sur le rôle du designer. Dans ce contexte, la question de l'offre et de la conception des produits prend un rôle central.
Le design de produit industriel évolue et devient design numérique. Il est la continuation, l'application des processus innovants de création de design industriel sur les produits et  services issus des technologies de l'information et de la communication.
La naissance de l’informatique marque l’entrée dans l’ère numérique. Au départ, la matière informatisée étant fondée par des algorithmes complexes, la conception et l’utilisation des ordinateurs étaient dominés par les ingénieurs, informaticiens et mathématiciens.
C’est l’avènement des interfaces utilisateurs graphiques (Graphical User Interfaces, GUI) au cours des années 1970 qui permet de simplifier les interactions avec la matière informatisée. Innovation issue des recherches du Xerox Parc, c’est ainsi que l’on constate l’arrivée des designers dans l’élaboration des produits numériques, en vue de faciliter l’utilisation des produits numériques.
Parmi les figures emblématiques, nous pouvons compter Jef raskin, Steve Jobs, Andy Ertzfeld, BIll Atkinson, avec la commercialisation du Macintosh en 1984, premier micro-ordinateur doté d’interfaces numériques, ainsi que le designer industriel Bill Moggridge.

## Application
Le travail du designer numérique est de faciliter l’utilisation de la matière informatisée à travers des plateformes conviviales et simples pour aider l’usager dans l’accomplissement de ses objectifs. Il diffère donc ainsi des autres formes de design dans la mesure où l’expérience qu’elle suscite est sous forme d’interaction algorithmique.
Ces produits et services, visibles ou invisibles sont l'hybridation de réseaux, d'information, d'espaces, d'actions et de personnes. Leurs formes sont autant immatérielles (web, logiciel, système opératif, système de communication) que matérielles (téléphone, PDA, ordinateur, télévision, Blog d'entreprise (blogdget), NéoObjets, système domotique, etc.) Ce nouveau design s'inscrit dans les enjeux majeurs de la conception de services : créer de la relation, de la simplicité, du désir, de l'appropriation et des pratiques possibles. Il applique la démarche sensible d'analyse, de proposition et de création du design aux nouvelles questions humaines, culturelles, économiques, politiques et technologiques posées par l'industrie numérique. Le designer est un intégrateur, un point de convergence des forces d’une équipe interdisciplinaire au service du produit ou du service. Le designer numérique est une force de proposition et de création.
Le design numérique apporte une nouvelle façon de concevoir les produits et est une extension du design industriel classique. En effet, selon le concept de “l’éclipse de l’objet”, élaboré par Alain Findeli et Rabah Bousbaci en 2005, un projet de design aurait changé autant en amont (conception), qu'en aval (réception). C’est-à-dire que, l’utilité de l’objet dans les processus établis ainsi que les acteurs eux-mêmes, sont maintenant considérés au niveau de la conception de l’objet. Concernant la réception, un intérêt pour l’objet devient secondaire par rapport à l’expérience qu’elle procure. Le designer accorderait donc une attention importante à l’optimisation de l’expérience des acteurs, contrairement au design industriel classique qui correspond au modèle du projet centré sur l’objet.
Dans ce contexte, il est porteur des démarches d'innovations non technologiques, par ses capacités à imaginer, à mettre en scène et à représenter des usages et des pratiques possibles issus des technologies en les configurant en produits ou services utilisables et désirables. Le design numérique est la synthèse créative et sensible des composantes d'un projet. Un système équilibrés entre les producteurs, le produit et les utilisateurs qui répond aux nouveaux enjeux culturels, sociaux et industriels.

## Spécificités du design numérique
Le designer numérique intervient dans une équipe interdisciplinaire (équipe de conception, marketing, responsable éditorial, ingénieur, graphiste, etc.) de manière globale et contextuelle pour transformer une idée originale ou une technologie en un produit. Pour cela, il conçoit le style, l'ossature et prévoit l'utilisation future du produit :
- ce que cela fait,
- ce que l'on voit,
- ce que l'on ressent et
- la manière dont on l'utilise.

Cette création du Look & Feel, est une incarnation de l'acte de design, passe par la résolution des étapes spécifiques suivantes :

### Situation
Le design numérique consiste en premier lieu à identifier le contexte et les utilisateurs d'un dispositif numérique. Il est ensuite de définir les architectures et les caractéristiques fonctionnelles du service. Cette complexité est représentée dans des scénarios d'usages illustrés, des cahiers de positionnement, des chartes éditoriales, des chartes de service et des chartes fonctionnelles (illustrations, arborescences, cartes, schémas).

### Interaction
Le designer intervient ensuite sur la définition et la construction des interactions, c'est-à-dire des relations du service ou du programme avec un utilisateur défini. Celles-ci se construisent par une maîtrise des systèmes cognitifs, des technologies et des syntaxes de l’interactivité et des représentations qui y sont associées (interactivité fonctionnelle, immersive, contextuelle, sensorielle, etc.).

### Représentation
Le designer crée ensuite les représentations, les formes faisant exister de façon identifiable l'esthétique du programme, du service ou d’un objet interactif connecté. Cette intervention nécessite la transformation de l'ensemble des éléments fonctionnels et des interactions du projet en objet appropriable par un utilisateur. Cette étape incarne l'existence et la raison du projet.
Dans un projet numérique l'interface cristallise le potentiel, l'utilisation et la personnalité du produit, elle est à ce titre un enjeu de création et de différenciation qui est indissociable du produit dans son ensemble. L'interface est consubstantielle au produit numérique et l'aboutissement et l’agrégation du processus de design numérique. À ce titre, on peut avancer que le design interactif est aux actions interactives homme-machine-réseau-contenu, ce que le design produit est pour l'industrie manufacturière.